# Peperomia multifolia
Peperomia multifolia är en pepparväxtart som beskrevs av Truman George Yuncker. Peperomia multifolia ingår i släktet peperomior, och familjen pepparväxter. Inga underarter finns listade i Catalogue of Life.